# Cleotomiroides
Cleotomiroides is een geslacht van wantsen uit de familie van de Miridae (Blindwantsen). Het geslacht werd voor het eerst wetenschappelijk beschreven door Schuh in 1984.

## Soorten
Het genus bevat de volgende soorten:

- Cleotomiroides ferrugineus Schuh, 1984
- Cleotomiroides ishikawachui Yasunaga, Tamada, Hinami, Miyazaki, Duwal & Nagashima, 2019
- Cleotomiroides spadix Schuh, 1984
- Cleotomiroides tobii Yasunaga, 2012
- Cleotomiroides vietnamensis Duwal & Yasunaga